# Chonburi Football Club

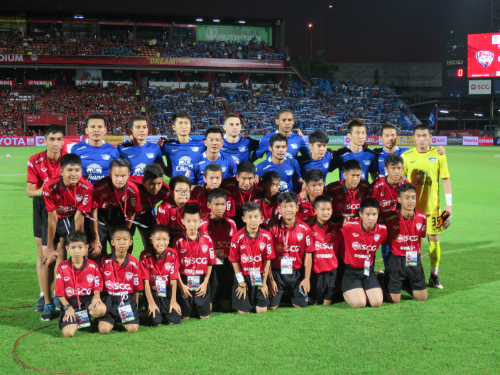
Chonburi Football Club en 2016.

El Chonburi Football Club (en tailandés: สโมสรฟุตบอลชลบุรี) es un equipo de fútbol de Tailandia fundado en 2002 en la Provincia de Chon Buri y juega en la Liga de Tailandia.

## Historia
Chonburi FC es un club de fútbol profesional con sede en Chonburi, Tailandia. Fundado en 1997, el equipo ha participado en varias competiciones tailandesas, incluida la Thai League 1. A lo largo de los años, Chonburi FC ha tenido éxitos en el ámbito nacional, participando en la AFC Champions League y ganando títulos como la Copa de Tailandia. La historia específica del club incluye sus desempeños en torneos y su contribución al desarrollo del fútbol en Tailandia.

## Uniforme
- Uniforme titular: Camiseta azul, pantalón azul, medias azules.
- Uniforme alternativo: Camiseta roja, pantalón rojo, medias rojas.

## Estadio
El Estadio Municipal de Chonburi es un estadio multiusos ubicado en la ciudad de Chonburi, Tailandia. Es donde el Chonburi FC hace de local en los partidos de fútbol. Tiene capacidad para 5.000 espectadores

## Gerencia
| Puesto                            | Nombre              |
| --------------------------------- | ------------------- |
| Presidente                        | Wittaya Khunpluem   |
| Vicepresidente                    | Anop Singtothong    |
| Director del Departamento Técnico | Withaya Laohakul    |
| Secretario                        | Thitikon Arjwarin   |
| Estadista y Analista              | Mitsuo Kato         |
| Oficiales del Club                | Thammanoon Jantajit |
| Oficiales del Club                | Chaiya Siripan      |

## Palmarés

### Torneos nacionales
- Liga Premier de Tailandia: 1

2007
- Liga Provincial de Tailandia: 1

2005
- Copa FA de Tailandia 1

2010
- Copa Kor Royal 4

2008, 2009, 2011, 2012

## Participación en competiciones de la AFC
| Temporada | Torneo               | Ronda            | Club                   | Casa      | Visita        |
| --------- | -------------------- | ---------------- | ---------------------- | --------- | ------------- |
| 2008      | AFC Champions League | Grupos           | Gamba Osaka            | 0-2       | 1-1           |
| 2008      | AFC Champions League | Grupos           | Melbourne Victory      | 3-1       | 3-1           |
| 2008      | AFC Champions League | Grupos           | Chunnam Dragons        | 2-2       | 1-0           |
| 2009      | Copa de la AFC       | Grupos           | Eastern                | 4-1       | 2-1           |
| 2009      | Copa de la AFC       | Grupos           | Kedah FA               | 3-1       | 0-1           |
| 2009      | Copa de la AFC       | Grupos           | Hanoi ACB              | 6-0       | 0-2           |
| 2009      | Copa de la AFC       | Octavos de final | PSMS Medan             | 4-0       |               |
| 2009      | Copa de la AFC       | Cuartos de final | Binh Duong             | 2-2       | 2-0           |
| 2011      | Copa de la AFC       | Grupos           | Kingfisher East Bengal | 4-0       | 4-4           |
| 2011      | Copa de la AFC       | Grupos           | South China            | 3-0       | 0-3           |
| 2011      | Copa de la AFC       | Grupos           | Persipura Jayapura     | 4-1       | 3-0           |
| 2011      | Copa de la AFC       | Octavos de final | Sriwijaya              | 3-0       |               |
| 2011      | Copa de la AFC       | Cuartos de final | Nasaf Qarshi           | 0-1       | 0-1 (4-3 pen) |
| 2012      | AFC Champions League | Clasificatoria   | Pohang Steelers        |           | 2-0           |
| 2012      | Copa de la AFC       | Grupos           | Yangon United FC       | 1-0       | 1-1           |
| 2012      | Copa de la AFC       | Grupos           | Home United FC         | 1-0       | 1-2           |
| 2012      | Copa de la AFC       | Grupos           | Citizen                | 2-0       | 3-3           |
| 2012      | Copa de la AFC       | Octavos de final | Al-Zawra'a             | 1-0       |               |
| 2012      | Copa de la AFC       | Cuartos de final | Al-Shorta              | 1-2       | 2-4 (aet)     |
| 2012      | Copa de la AFC       | Semi-finales     | Arbil                  | 1-4       | 4-1           |
| 2014      | AFC Champions League | 2                | South China AA         | 3–0       |               |
| 2014      | AFC Champions League | 3                | Beijing Guoan          |           | 4-0           |
| 2015      | AFC Champions League | 2                | Kitchee SC             | 4–1       |               |
| 2015      | AFC Champions League | Play-offs        | Kashiwa Reysol         |           | 3-2           |
| 2016      | AFC Champions League | 2                | Yangon United FC       | 3–2 (aet) |               |
| 2016      | AFC Champions League | Play-offs        | FC Tokyo               |           | 9-0           |

## Clubes afiliados
- Vissel Kobe[1]
- Everton FC
- Perlis FA
- Sriracha FC
- Pattaya United FC